# Vexillum

Vexillum der römischen Armee

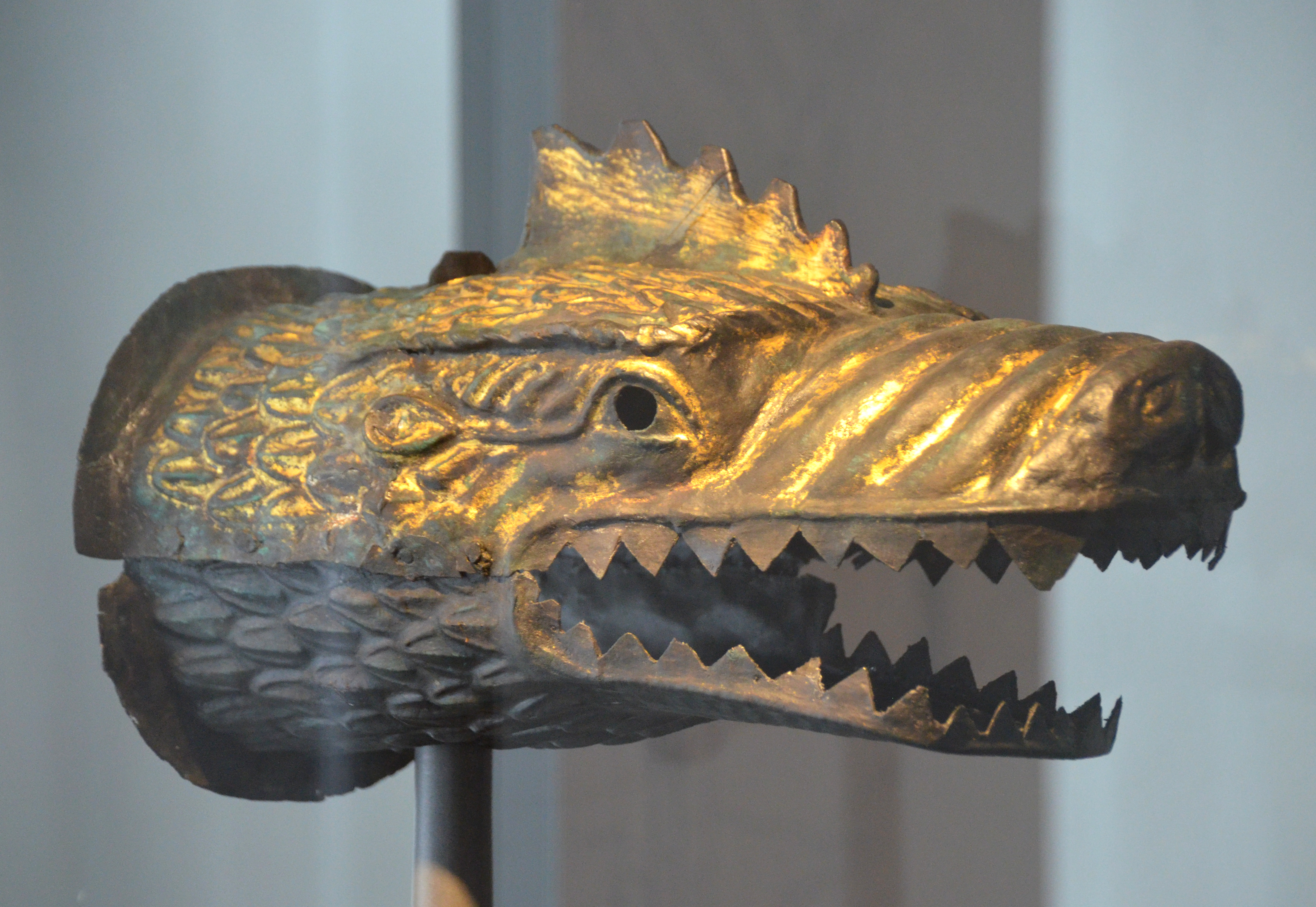
Der einzige voll erhaltene Aufsatz einer römischen Standarte der Reiterei, gefunden im Vicus des Kastells Niederbieber in Form eines Drachenkopfes, heute im Landesmuseum Koblenz

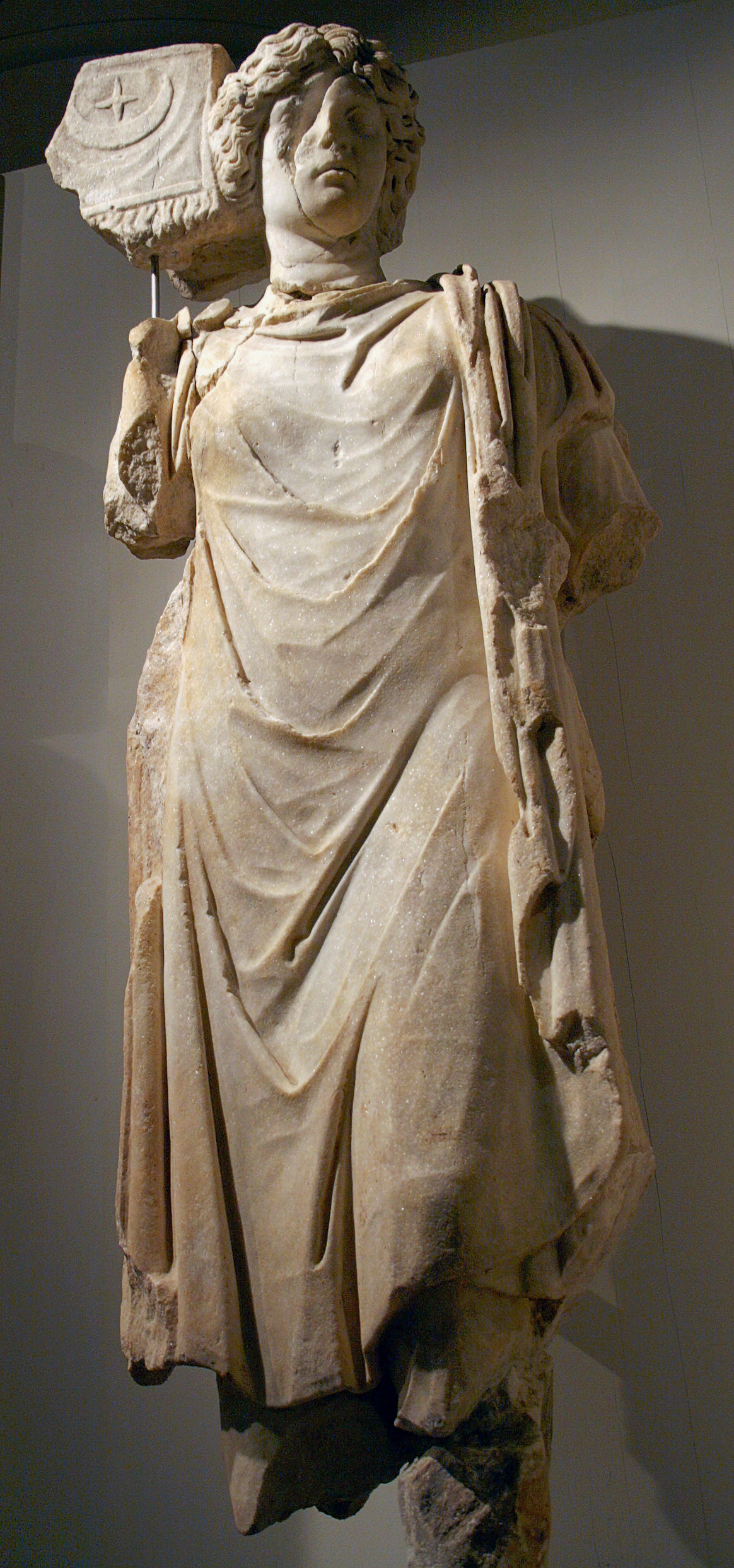
Vexillumträgerin (Ephesos)

Vexillum (Latein, Plural vexilla) war ein Feldzeichen der römischen Armee. Als einziges der römischen Feldzeichen (signum) bestand das vexillum aus Stoff und ist daher Vorläufer heutiger Fahnen und Flaggen. Das viereckige Stück Stoff hing dabei von einem Querholz herab, das an einer Tragestange befestigt war. Das Fahnentuch war gewöhnlich rot gefärbt und zeigte zum Teil Inschriften und bildliche Darstellungen.
Verwendet wurde das vexillum von einer Vielzahl verschiedener Einheiten: zum einen von der Legionskavallerie (equites legionis) und Auxiliareinheiten, zum anderen auch von temporären Abordnungen (Detachementen), die dementsprechend auch als vexillatio betitelt wurden. Vermutlich war das vexillum aber auch eines der drei Hauptfeldzeichen der ganzen Legion, neben Legionsadler (aquila) und imago.
Das vexillum diente auch als Signalflagge oder wurde hochrangigen Offizieren als militärische Auszeichnung verliehen, so z. B. Marcus Agrippa.

## Vexillarius
Das vexillum wurde vom vexillarius getragen (auch vexillifer genannt). Als vexillarii wurden jedoch auch Angehörige einer vexillatio bezeichnet sowie die Veteranen, die nach Ablauf ihrer eigentlichen Dienstzeit (sub aquila) ihren Reservedienst (sub vexillo) ableisteten. In vielen mittelalterlichen und frühneuzeitlichen Heeren entspricht dem vexillarius der Bannerherr.